# Kolybrassos
Koordinaten: 36° 44′ N, 31° 59′ O

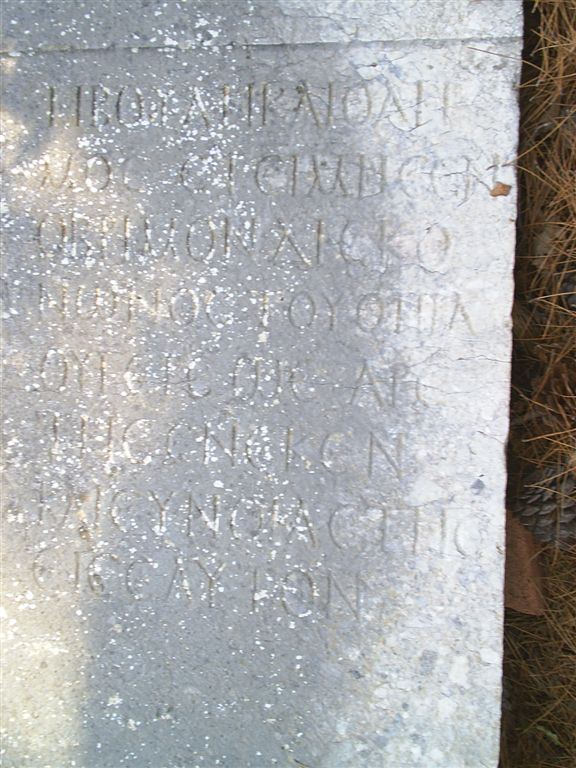
Griechische Inschrift aus Kolybrassos

Kolybrassos war eine antike Stadt an der Grenze von Pamphylien zum rauen Kilikien im Süden Kleinasiens zwischen den heutigen türkischen Städten Alanya und Gündoğmuş.
Die Stadt ist bekannt aus einigen verstreuten Notizen antiker Schriftsteller, ferner dort gefundenen Inschriften und einer Münzprägung aus der römischen Kaiserzeit. Von der Stadtmauer ist nur der südwestliche Abschnitt erhalten, ferner zwei Tempel und ein Odeon. Auf der Südseite der Stadt gab es eine Nekropole mit Sarkophagen und einem Felsgrab.
Auf ein spätantikes Bistum der Stadt geht das Titularbistum Colybrassus der römisch-katholischen Kirche zurück.